# Carditella mawsoni
Carditella mawsoni is een tweekleppigensoort uit de familie van de Condylocardiidae. De wetenschappelijke naam van de soort is voor het eerst geldig gepubliceerd in 1972 door Dell.